# Wahl zur London-Versammlung 2000

Zusammensetzung der London-Versammlung nach der Wahl:

Die erste Wahl zur Londoner Versammlung fand am 4. Mai 2000 statt, parallel zur ersten Wahl des Bürgermeisters von London. Bei den Wahlen zur Versammlung wurde das gemischte Verhältniswahlrecht, eine Form des Systems der zusätzlichen Mitglieder, mit 14 direkt gewählten Wahlkreisen und 11 londonweiten Zusatzsitzen verwendet.

## Ausgangslage
Grundlage dieser Behörde ist der Greater London Authority Act 1999, der vom britischen Parlament verabschiedet wurde. Vorangegangen war ein Referendum am 7. Mai 1998 im künftigen Anwendungsgebiet, bei dem sich 72 % der Abstimmenden für die Einrichtung einer solchen Vertretung ausgesprochen hatten. Die Wahlbeteiligung bei diesem Referendum betrug 34,1 %.

## Wahlergebnis
|        | Labour Party                        | 501.296   | 31,6 %  | 6  | 502.874   | 30,3 %  | 3  | 9  | 36,0 %  |
|        | Conservative Party                  | 526.422   | 33,2 %  | 8  | 481.053   | 29,0 %  | 1  | 9  | 36,0 %  |
|        | Liberal Democrats                   | 299.998   | 18,9 %  | 0  | 245.555   | 14,8 %  | 4  | 4  | 16,0 %  |
|        | Green Party                         | 162.457   | 10,2 %  | 0  | 183.910   | 11,1 %  | 3  | 3  | 12,0 %  |
|        | Christian Peoples Alliance          | –         | –       | –  | 55.192    | 3,3 %   | 0  | 0  | 0,0 %   |
|        | British National Party              | –         | –       | –  | 47,670    | 2,9 %   | 0  | 0  | 0,0 %   |
|        | UK Independence Party               | 2.115     | 0,1 %   | 0  | 34,054    | 2,1 %   | 0  | 0  | 0,0 %   |
|        | London Socialist Alliance           | 46.530    | 2,9 %   | 0  | 27.073    | 1,6 %   | 0  | 0  | 0,0 %   |
|        | Unabhängiger – Peter Tatchell       | –         | –       | –  | 22.862    | 1,4 %   | 0  | 0  | 0,0 %   |
|        | Campaign Against Tube Privatisation | –         | –       | –  | 17.401    | 1,0 %   | 0  | 0  | 0,0 %   |
|        | Socialist Labour Party              | –         | –       | –  | 13.690    | 0,8 %   | 0  | 0  | 0,0 %   |
|        | Pro-Motorist Small Shop             | –         | –       | –  | 13.248    | 0,8 %   | 0  | 0  | 0,0 %   |
|        | Natural Law Party                   | –         | –       | –  | 7.559     | 0,5 %   | 0  | 0  | 0,0 %   |
|        | Communist Party                     | –         | –       | –  | 7.489     | 0,5 %   | 0  | 0  | 0,0 %   |
|        | Unabhängiger                        | 31.195    | 2,0 %   | 0  | –         | –       | –  | 0  | 0,0 %   |
|        | Havering Residents Association      | 12.831    | 0,8 %   | 0  | –         | –       | –  | 0  | 0,0 %   |
|        | Humanist Party                      | 1.261     | 0,1 %   | 0  | –         | –       | –  | 0  | 0,0 %   |
|        | Reform 2000                         | 1.144     | 0,1 %   | 0  | –         | –       | –  | 0  | 0,0 %   |
|        | Communist League                    | 536       | 0,0 %   | 0  | –         | –       | –  | 0  | 0,0 %   |
| Gesamt | Gesamt                              | 1.585.785 | 100,0 % | 14 | 1.659.630 | 100,0 % | 11 | 25 | 100,0 % |